# Ommata paradisiaca
Ommata paradisiaca är en skalbaggsart som beskrevs av Friedrich F. Tippmann 1953. Ommata paradisiaca ingår i släktet Ommata och familjen långhorningar. Inga underarter finns listade i Catalogue of Life.